# Neonauclea subulifera
Neonauclea subulifera är en måreväxtart som beskrevs av Colin Ernest Ridsdale. Neonauclea subulifera ingår i släktet Neonauclea och familjen måreväxter. Inga underarter finns listade i Catalogue of Life.